# Eylettersita
L'eylettersita és un mineral de la classe dels fosfats, que pertany al grup de la plumbogummita. Va rebre el nom l'any 1972 per L. Van Wambeke en honor de la seva dona, Lea Eyletters.

## Característiques
L'eylettersita és un fosfat de fórmula química Th0,75Al₃(PO₄)₂(OH)₆. És una espècia aprovada com a espècie vàlida per l'Associació Mineralògica Internacional publicada per primera vegada l'any 1972. Cristal·litza en el sistema trigonal. La seva duresa a l'escala de Mohs es troba entre 3 i 4.
Segons la classificació de Nickel-Strunz, l'eylettersita pertany a «08.BL: Fosfats, etc. amb anions addicionals, sense H₂O, amb cations de mida mitjana i gran, (OH, etc.):RO₄ = 3:1» juntament amb els següents minerals: beudantita, corkita, hidalgoïta, hinsdalita, kemmlitzita, svanbergita, woodhouseïta, gal·lobeudantita, arsenogoyazita, arsenogorceixita, arsenocrandal·lita, benauita, crandal·lita, dussertita, gorceixita, goyazita, kintoreïta, philipsbornita, plumbogummita, segnitita, springcreekita, arsenoflorencita-(La), arsenoflorencita-(Nd), arsenoflorencita-(Ce), florencita-(Ce), florencita-(La), florencita-(Nd), waylandita, zaïrita, arsenowaylandita, graulichita-(Ce), florencita-(Sm), viitaniemiïta i pattersonita.

## Formació i jaciments
Va ser descoberta a la pegmatita Kobokobo, a la localitat de Mwenga, a la regió de Kivu Sud, a la República Democràtica del Congo. També ha estat descrita a l'aflorament de quars de Lattice, a la localitat de Karibib (Regió d'Erongo, Namíbia). Es tracta dels dos únics indrets on ha estat descrita aquesta espècie mineral.